# Чепмен, Филип
Филип Кеньон Чэпмен (5 марта 1935 — 5 апреля 2021) был первым американским астронавтом австралийского происхождения, проработавшим около пяти лет в 6-й группе астронавтов НАСА (1967).

## Образование
Филип Чэпмен родился в городе Мельбурн, Австралия. Семья Филипа переехала в Сидней, когда он был еще ребенком. После окончания начальной школы на Форт-стрит (в которой ранее учился Дуглас Моусон), Чепмэн учился в средней школе г. Парраматта.
В 1956 году он получил степень бакалавра физико- математических наук в Сиднейском университете. Затем он поступил в Массачусетский технологический институт в США. Получил степень магистра аэронавтики и астронавтики в 1964 году и докторскую степень по приборостроению в 1967 году. Среди его научных консультантов по защите докторской диссертации были лауреаты Нобелевской премии Стивен Вайнберг и Райнер Вайс .

## Карьера
Чэпмен служил в Королевских ВВС Австралии с 1953 по 1955 год. Он стал пилотом бипланов Tiger Moth во время службы в гражданской авиации Австралии.
С 1956 по 1957 год он работал в компании Philips Electronics Industries Proprietary Limited в Сиднее. Затем он провел 15 месяцев на станции Моусон в Антарктиде в составе Австралийской национальной антарктической исследовательской экспедиции (ANARE) в рамках Международного геофизического года (МГГ) 1958 года в качестве радиофизика. Работа требовала, чтобы он провел большую часть зимы на удаленной базе, недалеко от крупнейшего в мире лежбища императорских пингвинов, рядом с ледником Тейлор. Их команда состояла из двух человек. В дополнение к служебным обязанностям Чэпмен находил возможности исследовать окрестности и стал первым человеком, поднявшимся на Чепмен-Ридж, который он и члены его команды назвали горой Рамдудл.
С 1960 по 1961 год Филипп Чэпмен был штатным инженером по электрооптике авиасимуляторов в Canadian Aviation Electronics Limited в Дорвале, Квебек . Следующим его назначением стала должность штатного физика в Массачусетском технологическом институте, где он работал над электрооптикой, инерциальными системами в Лаборатории экспериментальной астрономии под руководством Чарльза Старка «Дока» Дрейпера и над теорией гравитации с Райнером Вайсом до лета 1967 года.
После получения гражданства США Чэпмен был выбран НАСА в августе 1967 года в качестве ученого-астронавта. Он прошел обучение на космонавта, в том числе обучение пилотированию реактивных самолетов в ВВС США, учился в школе подводного плавания ВМС США (Navy A School), а также работал научным сотрудником миссии «Аполлон-14».
Чэпмен ушел из программы незадолго до закрытия программы « Аполлон» в июле 1972 года. Он категорически не соглашался с решением построить космический шаттл. Его публичное заявление: «Похоже, мы должны сделать выбор между потерей нашей компетентности как пилотов или утратой нашей компетентности как ученых».
Проведя следующие пять лет, работая над лазерным двигателем в Исследовательской лаборатории Avco Everett в качестве специального помощника Артура Кантровица, он перешел в компанию Arthur D. Little, чтобы работать с Питером Глейзером, изобретателем спутника на солнечных батареях (SPS). Филипп Чэпмен принимал активное участие в Программе разработки и оценки концепции SPS НАСА / Министерства энергетики США (CDEP) в конце 1970-х — начале 1980-х годов. И многие годы после продолжал вносить свой вклад в исследования по космической энергетике.
В середине 1980-х Чэпмен переключил свое внимание на коммерческую космонавтику, создав частные компании, разрабатывающие продукты и услуги для космического и земного бизнеса. Он являлся президентом Общества L5 (теперь Национальное Космическое Общество) во время успешной кампании, направленной на то, чтобы помешать Сенату США ратифицировать Лунный договор, который исключал бы любую коммерческую деятельность на Луне.
Чэпмен был членом Гражданского консультативного совета по национальной космической политике, который консультировал нескольких президентов США по космическим вопросам. В частности, документ с изложением позиции совета сыграл важную роль в убеждении Рональда Рейгана в том, что технически возможно перехватывать баллистические ракеты в полете. Оппоненты сочли Стратегическую оборонную инициативу (СОИ) фантазией, назвав ее «Звездными войнами».
В 1989 году Филипп Чэпмен возглавил финансируемую из частных источников научную морскую экспедицию из Кейптауна, Южная Африка, на Землю Эндерби в Антарктиде, чтобы собрать информацию о минеральных ресурсах до того, как Мадридский протокол к Договору об Антарктике объявил разведку на континенте незаконной.
С 1989 по 1994 год был президентом компании Echo Canyon Software в Бостоне, которая создала первую среду визуального программирования для Windows ещё до того, как Microsoft представила Visual Basic.
В 1998 году Чэпмен был главным научным сотрудником компании Rotary Rocket в Сан-Матео, Калифорния. Rotary Rocket построила и провела атмосферные испытания Roton, новой многоразовой космической ракеты-носителя с экипажем.
В 2004 году Чэпмен представил два доклада на 55-м Международном конгрессе астронавтов (Ванкувер, КАНАДА). В первом, «Люки в небе с бриллиантами», была представлена конструкция тонкой изоинерционной СЭС с использованием тонких стенок из искусственного алмаза в устройствах термоэлектронного преобразования. Во втором докладе «Энергия из космоса и водородная экономика» обсуждались последствия недавнего открытия обширных месторождений гидратов метана под арктической вечной мерзлотой и на континентальных шельфах, которых может быть достаточно для удовлетворения всех мировых потребностей в энергии на многие тысячи лет. См. веб-адрес в примечаниях для полного текста этой статьи.
Чепмен был главным научным сотрудником Трансформационной космической корпорации «t/Space» в Рестоне, штат Вирджиния. По контракту с НАСА на 6 миллионов долларов компания t/Space разработала план и многоразовый аппарат для поддержания Международной космической станции (МКС) после вывода Шаттла из эксплуатации в 2011 году. «Ротон» — пилотируемый космический корабль, которым владеет и управляет частное предприятие. Теперь НАСА приняло коммерческую поддержку в качестве своего базового плана для МКС.
В 2009 году Чэпмен сформировал группу Solar High Study Group, «команду старших менеджеров и технологов с соответствующим опытом, которые считают, что космическая солнечная энергия может решить проблему обеспечения людей чистой и доступной энергией в любой точке Земли или в космосе.» В июле 2010 года Чэпмен представил ВВС США слайды на тему «Тактические и стратегические последствия использования солнечной энергии космического базирования» (SBSP). Основные выводы включают в себя то, что США могут развернуть SBSP в течение 7 лет с технологиями, которые в настоящее время находятся на уровне оперативной готовности 6+, и что срочно необходимо исследование последствий SBSP для национальной безопасности. Информация с этого мероприятия будет позднее использована для подготовки программного документа ВВС США по энергетической стратегии.

## Взгляды на глобальное потепление
23 апреля 2008 года Филипп Чэпмен написал статью в австралийской газете, отметив, что новый ледниковый период в конечном итоге наступит. Что, исходя из текущей низкой солнечной активности, он может быть даже неизбежен, и «пришло время отложить в сторону догму о глобальном потеплении, по крайней мере, чтобы начать планирование на случай непредвиденных обстоятельств о том, что делать, если мы движемся в очередной малый ледниковый период, подобный тому, который длился с 1100 по 1850 год». Несколько дней спустя был опубликован ответ метеоролога, члена МГЭИК, Дэвида Кароли.
Чэпмен вел блог, в который вошли 17 записей касательно глобального потепления. В этих записях содержится много наблюдений и комментариев, подтверждающих его точку зрения.

## Почетные должности
- Советник фонда Space Frontier Foundation

## Литературные биографии
Карьера Чэпмена описана в книге Дэвида Шейлера и Колина Берджесса «Ученые-астронавты НАСА».
Годы работы Филиппа Чэпмена в НАСА также описаны в книге Колина Берджесса « Австралийские астронавты: трое мужчин и мечта о космическом полете», 1999 г. .
Филипп Кеньон Чэпмен умер 5 апреля 2021 года в возрасте 86 лет.

## Частичная библиография
- Chapman, Philip K. (30 мая 2003). Space Beyond The Cold War. Space Daily. Дата обращения: 2 июня 2008.
- Chapman, Philip K. (30 мая 2003). The Failure of NASA: And A Way Out. Space Daily. Дата обращения: 2 июня 2008.